# Valborg Aulin
Laura Valborg Aulin (født 9. januar 1860 i Gävle, død 13. marts 1928 i Stockholm) var en svensk komponist og pianist. Hun var søster til Tor Aulin.
Valborg Aulin studerede ved konservatoriet i Stockholm, i København under Gade og i Paris hos Godard og Massenet. Aulin har komponeret strygekvartetter, en klaversonate, sange, korværker og en suite for orkester.